# Ібрагім-бей Абу Шанаб
Ібрагім-бей Абу Шанаб (1629—1717) — засновник системи мамлюцького бейлікату в Єгипетському еялеті Османської імперії в 1711—1717 роках.

## Життєпис
Походив з Боснії. Народився 1629 року. Замолоду схоплений та відправлений рабом до Єгипту. Тут увійшов до клану (бейту) мамлюків аль-Касимійя. Десь у 1650-х роках отримав титул бея. Згодом разом з Івад-беєм очолив свій клан. Тривалий час обіймав посаду амір аль-хаджа (очільника каравану прочан до Мекки). Брав активну участь у боротьбі проти клану аль-Факарія. Втім згодом фактичною першість в аль-Касимійї поступився Іваз-бею.
У 1707 році втратив посаду амір аль-халджа на користь Кітас-бея, представника клану аль-Факарія. Проте 1709 року ця посада перейшла до Іваз-бея. 1711 року разом з Іваз-беєм виступив проти Іфрандж Ахмеда, аги яничар, Айюб-бея, очільника клану аль-Факарія та їх союзників, які намагалися захопити владу в еялеті. При цьому бейлербей Кьосе Халіл-паша фактично опинився під владою Іфрандж Ахмеда і аль-Факарія. В ході жорстоких вуличних боїв в Кайрі та біля нього Касимійя завдало поразки Факарії. Також було вбито Іфрандж Ахмеда. Проте в битві загинув Іваз-бей. В результаті владу в Касимійї отримав Ібрагім-бей.
Ібрагім-бей відсторонив від влади бейлербея Єгипту, прийнявши посаду каймакама (заступника паші) та фактичного правителя Єгипетського еялету. Цим заклав основи утворення своєрідного напівнезалежного правління мамлюків в цій провінції, що отримала назву мамлюцький бейлікат.
В подальшому бейлербеї Єгипту, що призначалися османським диван фактично не мали владу. Її здійснював Ібрагім-бей в спілці з оджаками яничарів, абазів і чаушей. Домігся призначення очільниками 12 санджаків представників свого клану. При цьому ага яничарів опинився фактично відстороненим, його обов'язки отримав Осман-бей, катхюда (заступник) янчиарського корпусу в Каїрі. У 1713 році було відбито спробу Кітас-бея, голови аль-Факарії, знищити Ібрагім-бея та його клан. 1715 року Ібрагім-бей домігся від Абаді-паши, бейлербея Єгипту, що підтримував клан Касимійя, стратити Кітас-бея.
Помер Ібрагім-бей 1717 року. За цим почалася боротьба в клані аль-Касимійя між його сином Мухаммад-беєм і Мухаммад Черкес-беєм з одного, та Ісмаіл-беєм ібн Івазом, з другого.